# ديفيد بيتر باتاغليا
ديفيد بيتر باتاغليا هو سياسي أمريكي، ولد في 21 يناير 1931، وتوفي في 1 فبراير 2017. انتخب عضو مجلس نواب مينيسوتا ‏.